# Michelbach am Heuchelberg

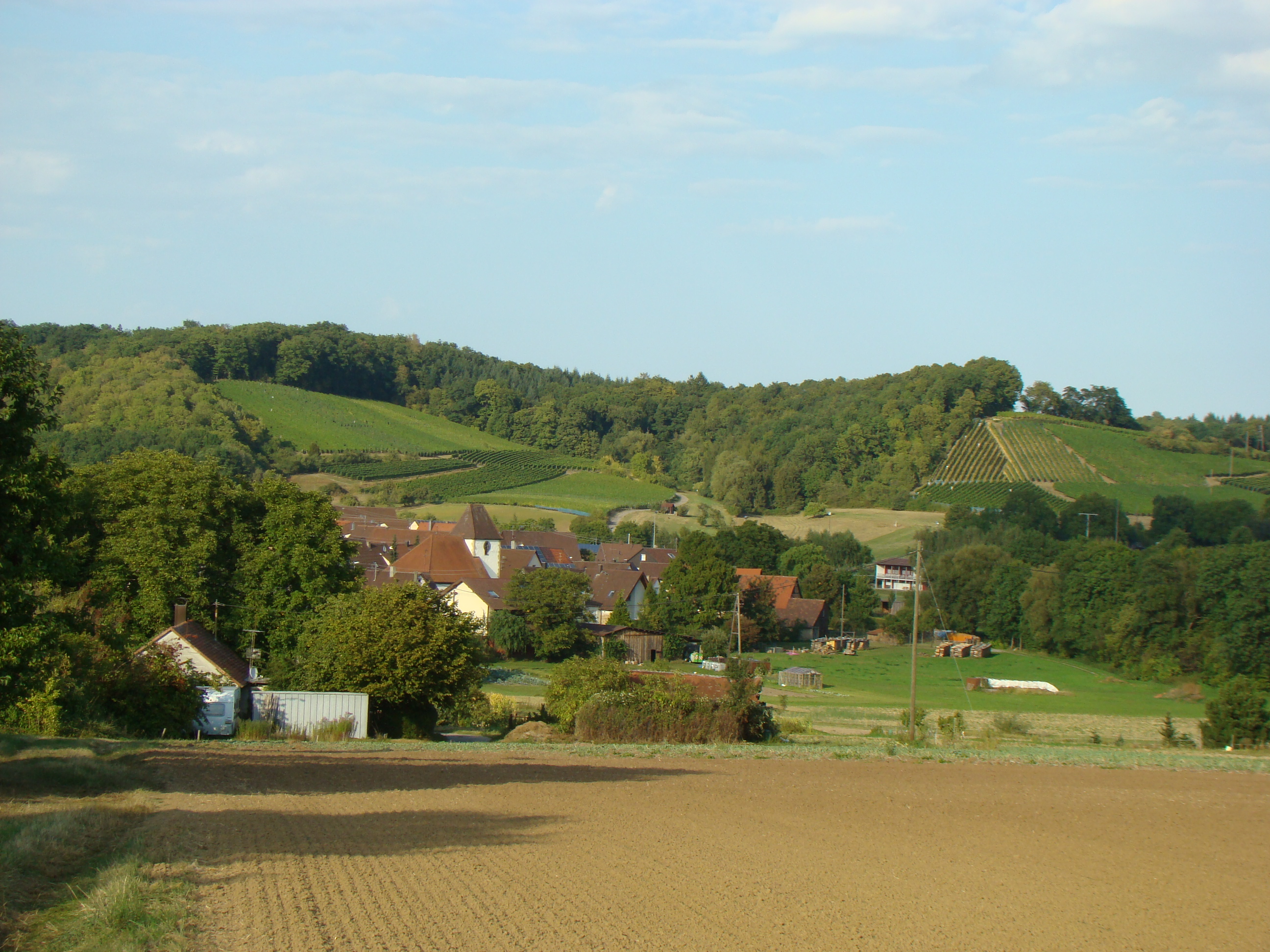
Blick auf Michelbach am Heuchelberg

Michelbach am Heuchelberg ist ein Dorf im Landkreis Heilbronn in Baden-Württemberg, das seit 1. Juli 1970 zur Gemeinde Zaberfeld gehört.

## Geschichte
Der am Fuße des Heuchelbergs gelegene Ort wurde 1276 erstmals urkundlich erwähnt. Die Ortsherrschaft im Mittelalter hatten die Herren von Magenheim. Konrad II. von Magenheim veräußerte Michelbach mit der Hälfte seines gesamten Besitzes  1321 an Markgraf Friedrich II. von Baden, von dem der Besitz an die Herren von Vaihingen überging. 1356 gelangte Michelbach an Württemberg, das den Ort von 1392 bis 1749 den Herren von Sternenfels zu Lehen gab, die im örtlichen „Schlösschen“ residierten. Johann Bernhard von Sternenfels errichtete 1709 das „Neue Schlösschen“.
1939 wurden 338 Einwohner gezählt, Ende 1945 waren es 394. Am 1. Juli 1970 wurde Michelbach mit Zaberfeld zur neuen Gemeinde Zaberfeld vereinigt. Da seitdem mehrere Neubaugebiete ausgewiesen wurden, hat sich die Einwohnerzahl von 443 (Dez. 1970) auf 674 Einwohner (Dez. 2006) erhöht.

## Wappen
Das Wappen von Michelbach zeigt in Rot zwei abgekehrte silberne Halbmonde zwischen zwei siebenstrahligen silbernen Sternen.

## Bauwerke
- Die evangelische Georgskirche datiert in ihrer heutigen Form von 1787, weist aber mit ihrem gotischen Chorturm noch Bestandteile älterer Vorgängerbauten auf.
- Das Neue Schlösschen wurde 1709 von Johann Bernhard von Sternenfels errichtet. In der Nähe befindet sich außerdem noch ein Speichergebäude aus dem Jahr 1559 und eine Zehntscheuer.
- Das ehemalige Rathaus- und Keltergebäude ist heute Feuerwehrhaus.

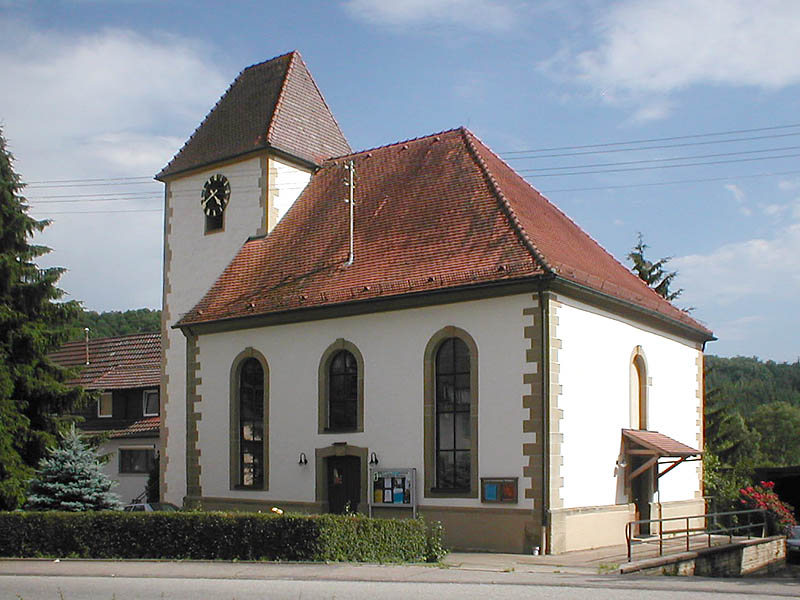
Evangelische Kirche in Michelbach
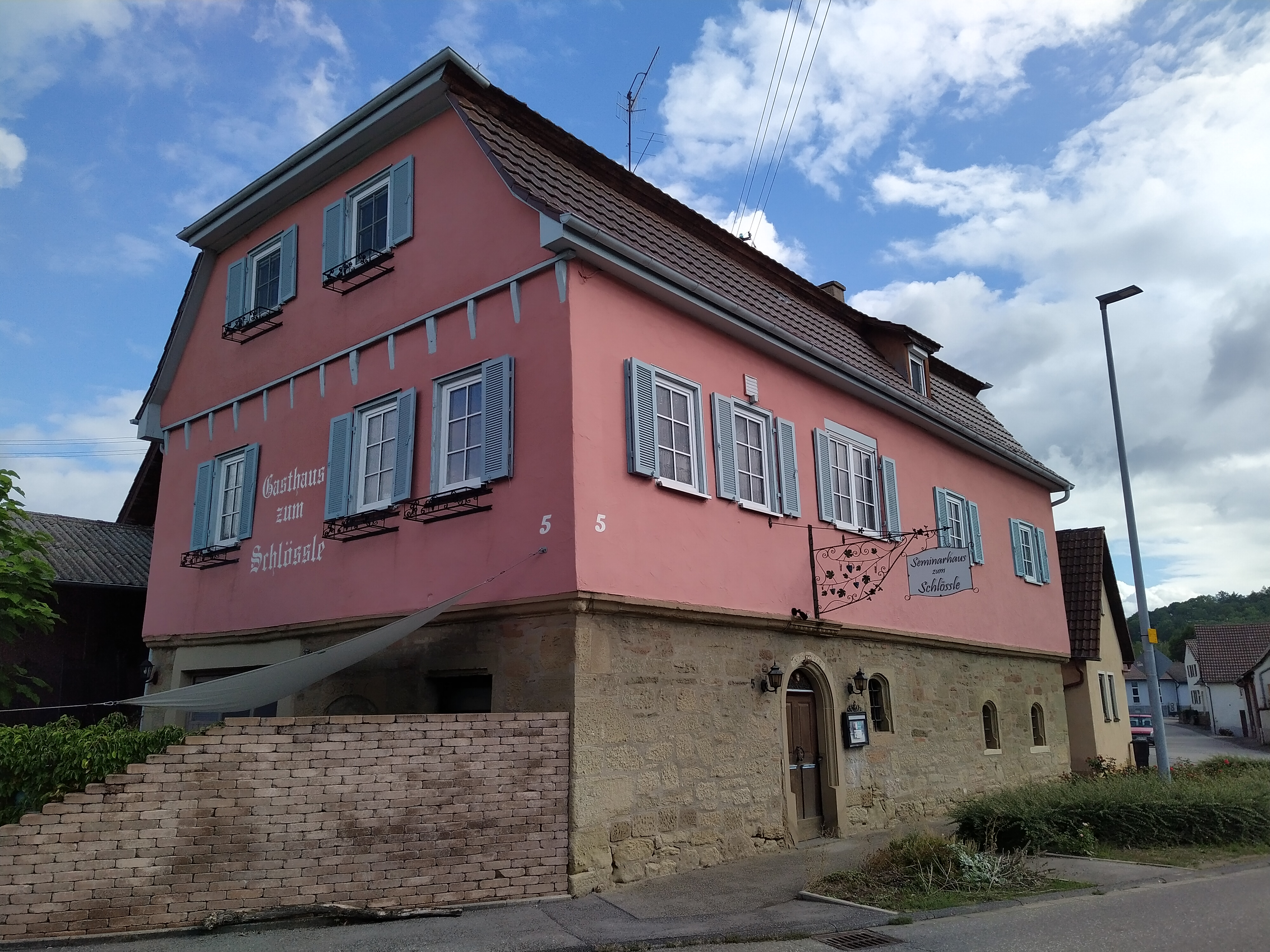
Neues Schlösschen
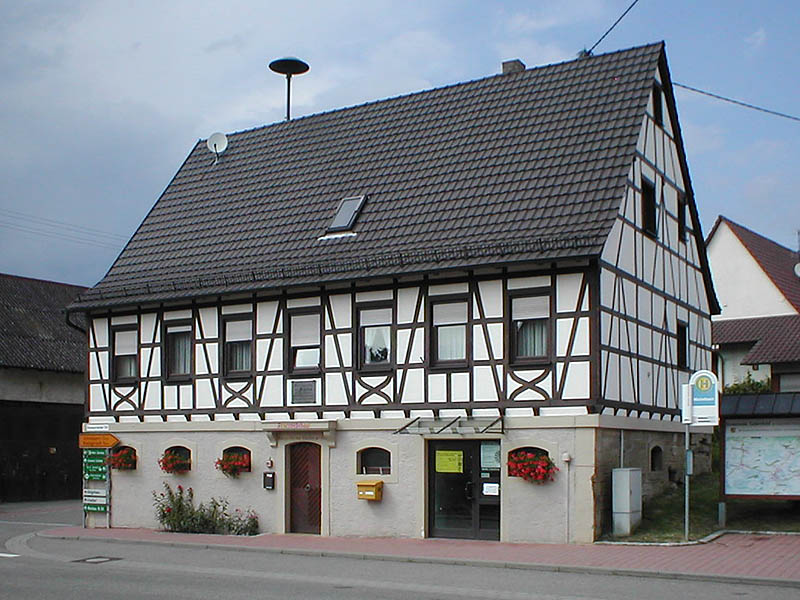
Ehemaliges Rathaus